# Obscuranella
Obscuranella là một chi ốc biển săn mồi, là động vật thân mềm chân bụng sống ở biển trong họ Ranellidae,, họ ốc tù và.

## Các loài
Các loài thuộc chi Obscuranella bao gồm:
- Obscuranella papyrodes Kantor & Harasewych, 2000[2]